# El tío Boonmee que recuerda sus vidas pasadas
El tío Boonmee que recuerda sus vidas pasadas (Tailandés: ลุงบุญมีระลึกชาติ /Lung Bunmi Raluek Chat/) es una película tailandesa escrita y dirigida por Apichatpong Weerasethakul. Presentada el 21 de mayo de 2010 en el Festival de Cannes, donde se alzaría con la Palma de Oro, se estrenó en su país cinco semanas después, el 25 de junio.

## Argumento
La historia se centra en los últimos días de la vida del personaje que da nombre a la película. Junto a su familia - incluyendo el fantasma de su difunta esposa y de su perdido hijo que regresa en una forma no-humana, Bonmee recuerda sus vidas pasadas.

## Casting
- Thanapat Saisaymar como el Tío Boonmee.
- Jenjira Pongpas como Jen.
- Sakda Kaewbuadee como Thong.
- Natthakarn Aphaiwong como Huay, la esposa de Boonmee.
- Jeerasak Kulhong como Boonsong, el hijo Boonmee.
- Kanokporn Thongaram como Roong, la amiga de Jen.
- Samud Kugasang como Jai, el jefe de los trabajadores.
- Wallapa Mongkolprasert como la princesa.
- Sumit Suebsee como el soldado.
- Vien Pimdee como el campesino.

## Temas

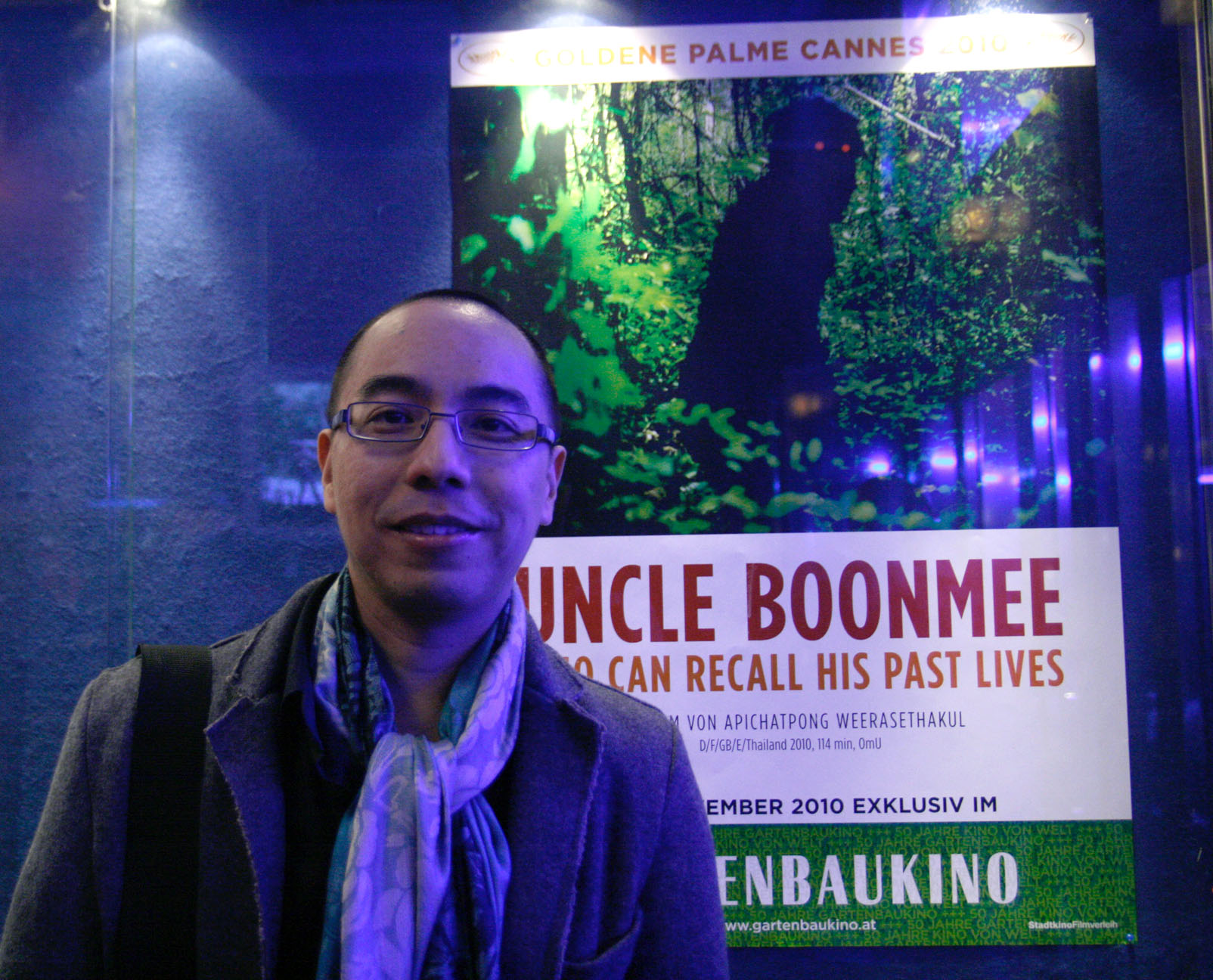
Apichatpong Weerasethakul, director y escritor de la película.

El Tío Boonmee que recuerda sus vidas pasadas es la última parte de un proyecto multiplataforma llamado "Primitive". Dicho proyecto nos acerca a la región de Tailandia del Nordeste, y en esta película, más concretamente "Nabua" en la provincia de Nakhon Phanom, junto a la frontera laosiana. 
Anteriormente, el director ya había desarrollado una vídeoinstalación de siete partes y dos cortometrajes en relación con esta película:
Una carta para el Tío Boonmee y Fantasmas de Nabua, todos estrenados en 2009. El proyecto nos acerca a temas introducidos por la memoria, como la transformación y la extinción, además trata los conocidos enfrentamientos entre los simpatizantes comunistas de Nabua y el ejército tailandés en 1965, que terminaron de manera sangrienta. A pesar de ello el director ha remarcado que "recoge los ecos de otros trabajos del proyecto de videoinstalación "primitive", que es acerca de Isan y su brutal historia. Dijo: "No estoy haciendo una película política sino un diario personal"
Según Apichatpong, la película es en primer lugar acerca de "objetos y personas que se transforman o cruzan". Uno de los temas centrales es la transformación y posible extinción del propio cine. La película consiste en seis rollos de película, cada uno de ellos con un estilo de grabación diferente. En palabras del director entre los estilos podemos encontrar "cine antiguo con actuaciones rígidas acompañado por una puesta en escena clásica", "estilo documental", "disfraces y drama" y "mi estilo de película cuando ves largas tomas con animales y gente conduciendo". Apichatpong explicó más tarde en una entrevista con el Bangkok Post: "Cuando haces una película sobre recuerdos y muerte, te das cuenta de que el cine está también enfrentándose a la muerte. El Tío Boonmee es una de las últimas películas grabadas analógicamente - estos días todo el mundo graba digitalmente. Es mi pequeño lamento".

## Producción

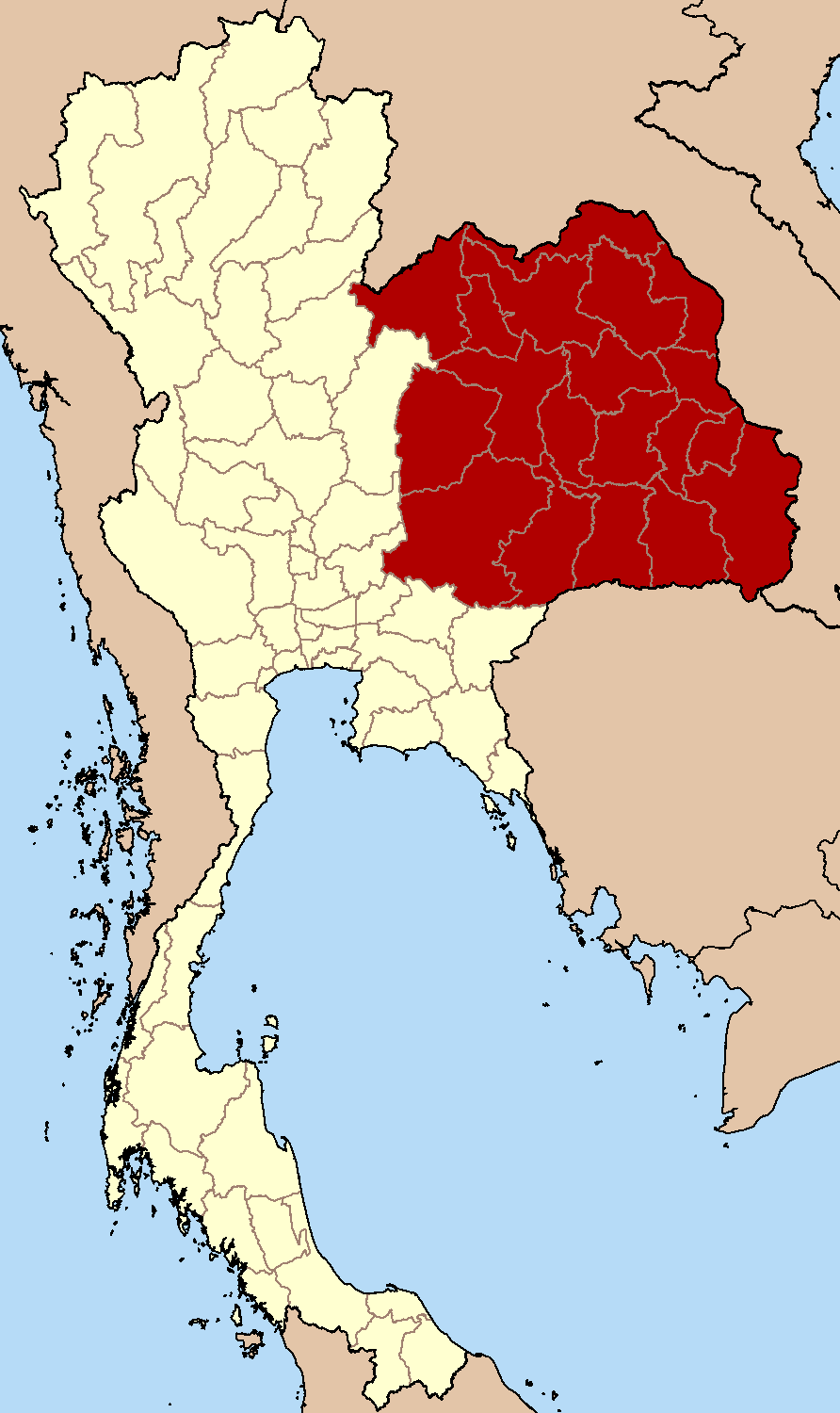
Isaán es la región tailandesa en la que se desarrolla la película y de donde proviene el director.

Apichatpong Weerasethakul contó que un hombre llamado Boonmee se acercó a Phra Sripariyattiweti, el abad de un templo budista en su ciudad natal, diciendo que podía recordar claramente sus vidas anteriores mientras meditaba. El abad, impresionado por la habilidad de Boonmee, decidió publicar un libro llamado "Un hombre que puede recordar sus pasadas vidas" en 1983. Cuando Apichatpong leyó el libro Boonmee ya había muerto. La idea original era en un principio adaptar el libro para hacer una película biográfica sobre Boonmee, si bien esta idea fue rápidamente abandonada para dar sitio a una película más personal, utilizando la estructura del libro así como su contenido e inspiración. Tanto la historia como la producción se inspiraron en antiguos programas de televisión e historietas tailandeses, que habitualmente tenían argumentos sencillos y estaban llenos de elementos sobrenaturales.
La película fue una coproducción entre la compañía de Apichatpong Kick the Machine, las alemanas The Match Factory y Geissendörfer Film- und Fernsehproduktion, la británica Illuminations Films, la francesa Anna Sanders Films,  y la española Eddie Saeta. Para su desarrollo recibió 3.5 millones de Baht como ayuda del Ministerio Real de Cultura Tailandés.
El rodaje tuvo lugar entre octubre de 2009 y febrero de 2010, dependiendo en gran medida de las condiciones climatólogicas, tanto en Bangkok como en Tailandia del Nordeste, Isan. La grabación se llevó a cabo con película de 16 mm por motivos de presupuesto y  para dar a la obra una imagen similar a la usada en el cine clásico tailandés del pasado.

Fui lo suficientemente mayor para ver los programas de televisión que se grababan en 16 mm. Fueron realizados en estudios con una iluminación fuerte y directa. Las líneas de guion eran susurradas a los actores, que las repetían mecánicamente. Los monstruos se mantenían en la oscuridad para ocultar los baratos disfraces. Solían utilizar luces rojas para sus ojos por lo que la audiencia podía verlos.
Apichatpong Weerasethakul

## Estreno
La película fue estrenada como competidora en el Festival de Cannes el 21 de mayo de 2010. La distribución en cines de Tailandia fue en un principio desconocida; "Cada vez que estreno una película, pierdo dinero por la campaña de publicidad y promoción, por lo que no estoy seguro de que sea rentable, a pesar de que me encantaría estrenarla en casa", decía Apichatpong en una entrevista. Aun así, el 25 de junio de 2010, Kick the Machine estrenó la película durante un mes en un solo cine de Bangkok. Pasó la censura de Tailandia sin problemas, a pesar de incluir algunas escenas similares a las censuradas anteriormente en otras películas. 
Los derechos de distribución en los Estados Unidos fueron adquiridos por Strand Releasing que la estrenó en el país en el 2011.

## Recepción
Sukhdev Sandhu de The Daily Telegraph valoró la película con la máxima puntuación en una crítica temprana en el Festival de Cannes. Sandhu escribió: "Es una cuasi-película; es más un mundo flotante. Verla es sentir muchas cosas - culpa, seducción, diversión, misticismo, -" y continúa: "Hay muchos elementos de esta película que se mantendrán elusivos y secretos". Pero esa es una gran parte de su encanto: Weerasethakul, sin negociar sus imágenes en stock de la inescrutabilidad Oriental, expresa de manera exitosa el sutil pero importante "otro-mundo" de su parte de Tailandia. En Screen International, Mark Adams llamó a la película "un asunto de hermoso ensamblaje, con algunas puestas en escena de pintada composición, que mueve al espectador a medida que el tema de la historia se desarrolla. Además Apichatpong Weerasethakul no está asustado de añadir momentos de humor surreal - que provocan carcajadas en momentos - lo que ayuda al ritmo de la película."
La película recibió un 2.4/4 entre el jurado de Cannes. En éste se encontraban varios críticos de películas de reconocido prestigio internacional, de publicaciones como Sight & Sound, The Australian, Positif, L'Unita y Der Tagesspiegel, entre otras.

## Premios
La película fue galardonada con la Palma de Oro en el 63.er Festival de Cannes.
Por ello se convirtió en la primera película asiática en ganarlo desde 1997. Apichatpong Weerasethakul se convirtió además en el primer director tailandés en recibir este premio.
| Fecha | Premio                            | Categoría                              | Receptor(es)                              | Resultado |
| ----- | --------------------------------- | -------------------------------------- | ----------------------------------------- | --------- |
| 2010  | Festival de Cannes                | Palma de Oro                           |                                           | Ganadora  |
| 2010  | Festival de Cine de Sitges        | Premio José Luis Guarner de la crítica |                                           | Ganadora  |
| 2010  | Dubai International Film Festival | Muhr AsiaAfrica: Mejor fotografía      | Sayombhu Mukdeeprom Yukontorn Mingmongkon | Ganadora  |
| 2011  | Asian Film Awards                 | Mejor película                         |                                           | Ganadora  |
| 2011  | Chicago Film Critics Association  | Mejor película extranjera              |                                           | Nominada  |
| 2011  | Independent Spirit                | Mejor película extranjera              |                                           | Nominada  |